# Clostridium spiroforme
Il Clostridium spiroforme  è una specie di batterio appartenente alla famiglia delle Clostridiaceae.